# Enrique Bernardo Núñez
Enrique Bernardo Núñez Rodríguez (Valencia; 20 de mayo de 1895 - Caracas; 1 de octubre de 1964) fue un escritor venezolano y cronista oficial de la ciudad de Caracas en dos ocasiones.

## Biografía
Pasó su niñez y parte de la adolescencia en Valencia, y luego se mudó a Caracas con la idea de estudiar medicina en la Universidad Central de Venezuela y dedicarse al periodismo.
Dos años después de ingresar a la universidad abandona sus estudios, interesado por la vocación literaria. Durante estos tiempos era habitué en las tertulias y reuniones realizadas por los escritores luego conocidos como «Generación de 1918», y escribió sus primeras obras serias. 

## Trayectoria literaria
En 1918 obtuvo una mención en un concurso con la obra Bolívar orador, y publicó su primera novela, llamada Sol interior.
Comenzó además su carrera periodística, siendo redactor de El Imparcial entre 1919 y 1920, y colaboró desde 1922 en otros periódicos como El Universal, El Heraldo y El Nuevo Diario y revistas como Élite y Billiken.
Dirigió el diario El Heraldo de Margarita, fundado por él en 1925, tiempo en el que ocupaba el cargo de Secretario General de Gobierno del estado de Nueva Esparta. También ejerció la carrera diplomática, como primer secretario de Venezuela en Colombia, Cuba y Panamá y como cónsul de Venezuela en Baltimore (Estados Unidos).
En la década de 1940 volvió a Venezuela, donde continuó su labor periodística en diferentes diarios. Fue nombrado cronista de la ciudad en 1945 y ejerció esa actividad (con intervalos) hasta 1964, tiempo durante el cual impulsó la revista Crónica de Caracas.

## Obras

### Novela
- 1918: Sol interior
- 1931: Cubagua
- 1932: La galera de Tiberio

### Relatos
- 1932: Don Pablos en América

### Ensayo
- 1918: Bolívar orador
- 1920: Después de Ayacucho
- 1939: Signos en el tiempo
- 1943: El hombre de la levita gris (biografía de Cipriano Castro)
- 1944: Arístides Rojas, anticuario del Nuevo Mundo (biografía)
- 1947: La ciudad de los techos rojos
- 1954: Viaje por el país de las máquinas
- 1963: Bajo el samán[1]

## Reconocimientos y premios
- 1948 Fue aceptado como miembro de número por la Academia Nacional de la Historia.